# 战殇龙属
战殇龙（属名：Atychodracon）是英国晚三叠世-晚侏罗世边界（可能是赫塘阶早期）发现的彪龙科蛇颈龙一个已灭绝属。属下包含单一物种巨首战殇龙（Atychodracon megacephalus），原于1846年被命名为蛇颈龙的一个种。“巨首蛇颈龙”正模于1940年的一场二战空袭中被摧毁，后为新模标本所替换。该物种的分类历史非常不稳定，在2015年独立建属以前曾先后被归入四个不同属。除被摧毁的正模标本及其幸存下来的三个部分铸模外，一个新模标本及另外两具个体现亦已归入巨首战殇龙，使其成为一种化石保存较好的彪龙科。